# Pape M'Bow
Pape Daouda M'Bow (Guédiawaye, 22 maggio 1988) è un ex calciatore senegalese, di ruolo difensore.

## Carriera

### Club
Ha giocato nella prima divisione francese ed in quella greca.

### Nazionale
Ha giocato nella nazionale senegalese Under-23.